# Cratere Faufau
Faufau  è un cratere sulla superficie di Venere.